# Julia McKenzie
Pour les articles homonymes, voir McKenzie.
Julia McKenzie, née le 17 février 1941 dans le district londonien d'Enfield, en Angleterre, est une actrice britannique.

## Biographie
Elle a joué dans de nombreuses pièces de théâtre, dont la pièce Sweeney Todd. Elle a gagné l'Olivier Award de la meilleure actrice dans une pièce musicale. Elle a notamment joué à Broadway.
Pour sa carrière télévisuelle, elle est très connue et appréciée du public britannique pour ses prestations : elle a gagné durant 5 années consécutives le TV Times de la meilleure comédienne.
De 2008 à 2013, elle est la nouvelle Miss Marple de la série Miss Marple d'ITV. Elle remplace Geraldine McEwan dans le rôle de la vieille demoiselle. Elle est la septième actrice à tenir ce rôle.

## Vie privée
Julia McKenzie est mariée avec l'acteur et musicien Jerry Harte de 1971 à février 2018, date de sa mort. Le couple n'a pas d'enfants.

## Filmographie

### Cinéma
- 1980 : The Wildcats of St Trinian's de Frank Launder : Miss Dolly Dormancott
- 1989 : Shirley Valentine de Lewis Gilbert : Gillian
- 1996 : Vol-au-vent (en) de John McKenzie : Audrey
- 2003 : Bright Young Things de Stephen Fry : Lottie Crump
- 2005 : These Foolish Things de Julia Taylor-Stanley : Miss Abernethy
- 2006 : Chronique d'un scandale de Richard Eyre : Marjorie

### Télévision
- 1976 - 1979 : Maggie and Her (série télévisée) : Maggie / Poppy
- 1981 : That Beryl Marston...! (série télévisée) : Georgie Bodley
- 1984 - 1986 : Fresh Fields (série télévisée) : Hester Fields
- 1985 : Blott on the Landscape (série télévisée) : Mrs Forthby
- 1989 - 1991 : French Fields (série télévisée) : Hester Fields
- 2006 : Inspecteur Barnaby (série télévisée) : Ruby Wilmott (épisode 9.04 : L'Assassin de l'ombre)
- 2007 - 2009 : Cranford (série télévisée) : Mrs Forrester
- 2009 - 2013 : Miss Marple (série télévisée) : Miss Marple
- 2012 : Le Mystère d'Edwin Drood (téléfilm) de Diarmuid Lawrence : Mrs Crisparkle
- 2012 : The Town (mini-série) : Betty Nicholas
- 2015 : Une place à prendre : Shirley Mollison

## Distinctions

### Nominations
- BAFTA TV Award 1985 : Meilleure performance pour Fresh Fields